# Hyas ursinus
Hyas ursinus is een krabbensoort uit de familie van de Oregoniidae. De wetenschappelijke naam van de soort is voor het eerst geldig gepubliceerd in 1924 door Rathbun.